# Desperado (1995)
Desperado is een Amerikaanse film uit 1995, geregisseerd door Robert Rodriguez. In de film spelen Antonio Banderas en Salma Hayek. De film is bedoeld als vervolg op de film El Mariachi, hoewel het verhaal niet helemaal aansluit op die film. Veel acteurs zijn vervangen in deze film. Desperado is het tweede deel van de El Mariachi-trilogie Die in 2003 werd afgesloten met Once Upon a Time in Mexico.

## Verhaal
El Mariachi (Banderas) is een voormalig gitarist, die wraak wil nemen op een drugskoning genaamd Bucho, die zijn geliefde heeft gedood. Op zijn weg naar Bucho wordt hij verliefd op Carolina (Hayek), een vrouw die voor Bucho werkt. Ondertussen stuurt Bucho zijn mannetjes op El Mariachi af. Op het einde blijkt dat Bucho de broer is van El Mariachi. Ten slotte doodt El Mariachi Bucho wanneer die Carolina dreigt te vermoorden. Vervolgens gaat hij ervandoor met Carolina.

## Achtergronden
Kenmerkend aan de film zijn de vele gitaarmuziek, de westernachtige stijl en de overdreven vechtscènes. Zo zijn er diverse scènes waarin de vrienden van El Mariachi schieten met een machinegeweer en een raketwerper, die in hun gitaarhoes zijn geplaatst.
Desperado zorgde ervoor dat Antonio Banderas nog bekender werd, en daarnaast was het de eerste rol van Salma Hayek in een (gedeeltelijk) Amerikaanse film. Hayek was de eerste Mexicaanse actrice die speelde in een Hollywoodfilm sinds Dolores del Río in de jaren 40. De filmstudio wilde aanvankelijk een blonde vrouw om de rol van Hayek te spelen, maar na haar eerste screentest kwam Hayek duidelijk als winnares uit de bus.

## Rolverdeling
| Acteur             | Personage     | Opmerkingen                                                                      |
| ------------------ | ------------- | -------------------------------------------------------------------------------- |
| Antonio Banderas   | El Mariachi   | El Mariachi was vroeger gitarist. Hij wil de moordenaar van zijn geliefde doden. |
| Salma Hayek        | Carolina      | Carolina en El Mariachi worden verliefd op elkaar.                               |
| Steve Buscemi      | Buscemi       |                                                                                  |
| Joaquim de Almeida | Bucho         |                                                                                  |
| Carlos Gómez       | Right Hand    |                                                                                  |
| Tito Larriva       | Tavo          |                                                                                  |
| Angel Aviles       | Zamira        |                                                                                  |
| Danny Trejo        | Navajas       |                                                                                  |
| Abraham Verduzco   | Niño          |                                                                                  |
| Carlos Gallardo    | Campa         |                                                                                  |
| Albert Michel, Jr. | Quino         |                                                                                  |
| Cheech Marin       | Barman        |                                                                                  |
| Quentin Tarantino  | "Pick-up Guy" |                                                                                  |

Quentin Tarantino, een goede vriend van regisseur Robert Rodriguez, verschijnt in de film als een cameo, namelijk de "Pick-up Guy". Ook is Carlos Gallardo een keer te zien in de film, die de rol als El Mariachi in het eerste deel van de trilogie speelde.
Twee zussen van van Rodriguez spelen ook twee kleine rollen in de film, namelijk Angela Lanza en Patricia Vonne. Raul Julia was geselecteerd om de rol te spelen van Bucho, maar zijn gezondheid ging in die tijd sterk achteruit. Julia stierf in 1994.

## Productie
De film is grotendeels opgenomen in Mexico. De film zou aanvankelijk El Pistolero heten, maar op verzoek van de studio werd de naam gewijzigd. In Mexico is de film alsnog uitgebracht onder de naam Pistolero. Het was aanvankelijk niet de bedoeling om Desperado als vervolg op El Mariachi te maken. Op aanraden van Quentin Tarantino werd het scenario wat veranderd, waardoor de film grotendeels aansloot op El Mariachi. De liefdesscène tussen Antonio Banderas en Salma Hayek werd alleen opgenomen in het bijzijn van regisseur Robert Rodriguez en zijn vrouw, dit op verzoek van Hayek.
Er werden vanwege het relatief lage budget van de film slechts twee stuntmannen ingehuurd. Desperado kostte ongeveer duizend keer meer dan het origineel, El Mariachi. In totaal bracht Desperado $25.405.445 op.

## Prijzen
Desperado werd genomineerd voor drie prijzen; de Saturn Award Best Supporting Actress voor Salma Hayek, de MTV Movie Award Best Kiss voor opnieuw Salma Hayek en Antonio Banderas en de Bronze Horse.

## Trivia
- Desperado is Spaans voor hopeloos. In Mexico wordt met het woord "desperado" vaak een zwerver op zijn paard aangeduid die niets meer te verliezen heeft.
- De gitaarscènes met Antonio Banderas heeft Banderas zelf gespeeld. Hij zingt eveneens het openingsthema Cancion del Mariachi (Morena de mi Corazon), samen met Los Lobos.
- In de film zou aanvankelijk een rockversie van het liedje Malagueña Salerosa gemonteerd worden, gespeeld door de band van Robert Rodriguez. Dit nummer werd alsnog gespeeld door de band Chingon voor Kill Bill: Vol. 2.
- In de film is een messenwerpende moordenaar te zien, gespeeld door Danny Trejo. In 2010 kwam de film Machete uit, gebaseerd op dit karakter met Danny Trejo in de hoofdrol.
- De scènes met Steve Buscemi en Cheech Marin moesten binnen enkele dagen opgenomen worden, omdat zij beschikbaar waren voor respectievelijk zeven en zes dagen.